# Ron Gilbert
Ron Gilbert (1 de enero de 1967, La Grande, Oregón, Estados Unidos) es un diseñador y programador de videojuegos de ordenador, principalmente conocido por su trabajo en varias aventuras clásicas de LucasArts, incluyendo Maniac Mansion y las primeras dos entregas de Monkey Island.
Ron Gilbert creció en una pequeña ciudad en Oregón como el hijo de un profesor de física de un colegio. Mientras en la escuela secundaria, aprendió por su cuenta programar en lenguaje ensamblador y dedicó mucho de su tiempo a desarrollar sus talentos como programador informático.
Empezó su carrera en la industria de los videojuegos a principio de los años ochenta con un programa llamado Graphics Basic, que vendió a una compañía llamada Human Engineered Software. Cuando recibió su diploma de ciencias informáticas, Gilbert comenzó a trabajar en dicha compañía.
Estuvo más o menos medio año en HESware, programando juegos arcade para Commodore 64. Ninguno de ellos salió jamás a la venta; la compañía quebró. En su búsqueda por un nuevo empleo, Gilbert terminó en LucasFilm Games, que más tarde se convertiría en LucasArts. Allí se ganaba la vida portando juegos de Atari 800 a C64.
En 1985 tuvo la oportunidad de desarrollar su propio juego para LucasArts. Trataba sobre una tenebrosa mansión victoriana habitada por un científico loco, su ligeramente retrasada descendencia y extraños alienígenas. Ron Gilbert y el artista de LucasFilm Gary Winnick idearon este juego tras varias reuniones, y se lo comunicaron a la dirección. Nacía así Maniac Mansion.
Ron Gilbert programó un lenguaje script llamado, en honor al proyecto para el que se escribió, Script Creation Utility for Maniac Mansion, más conocido como SCUMM. 
Maniac Mansion fue publicado en 1987 con un éxito increíble. SCUMM demostró ser el perfecto armazón técnico para desarrollar juegos de aventura. Gilbert desarrolló muchas aventuras gráficas exitosas con su motor en LucasArts, como el clásico The Secret of Monkey Island, hasta que la dejó para crear su propia compañía en 1992: Humongous Entertainment con Shelley Day de LucasArts.  

## Época post-LucasArts
En Humongous Entertainment, Ron Gilbert fue responsable de juegos como Putt-Putt, Freddi Fish, Pajama Sam y las series Backyard Sports. 
En 1995 Gilbert creó el sello Cavedog Entertainment, donde trabajó como productor de Total Annihilation, un videojuego de estrategia en tiempo real. También trabajó en el juego Good & Evil, que finalmente sería cancelado con el cierre de Cavedog en 1999.
Tras unos años sin actividad conocida en el sector, Gilbert reaparece en 2005 con un blog que denomina Grumpy Gamer en el que aporta comentarios de la industria del videojuego y, esporádicamente, dibujos animados creados en colaboración con Clayton Kauzlaric. Colabora también en un juego basado en el webcomic Penny Arcade.
En enero de 2008 es contratado por la compañía Hothead Games como director creativo, y allí desarrolla una aventura con tintes de RPG llamada DeathSpank. Simultáneamente participa en las primeras fases de diseño de la nueva entrega de las aventuras de Guybrush Threepwood que crea Telltale Games y que se llama Tales of Monkey Island. Es la primera vez que Gilbert volvía a trabajar en el mundo de Monkey Island desde su segunda parte (Monkey Island 2: LeChuck's Revenge), en 1991,
El 6 de abril de 2010 Gilbert anuncia que se va de Hothead Games. Unos meses después, en septiembre de 2010, trasciende que Gilbert ha sido contratado por Tim Schafer para Double Fine Productions. Schafer formó parte junto con Gilbert del grupo original de programadores de Lucasfilm Games y trabajó estrechamente con este durante sus primeras producciones. El nuevo videojuego fruto de su colaboración es The Cave, que se comercializa exclusivamente en formato de descarga digital bajo el sello de Sega, a partir de enero del año 2013.
Tras la adquisición de LucasArts por The Walt Disney Company en el año 2012, los derechos de su famosa saga Monkey Island pasan a ser propiedad de Disney. Gilbert ha mencionado varias veces su interés en hacerse con los derechos de dicha saga con la intención de "hacer el juego que siempre quiso hacer".
En marzo de 2013 Gilbert abandona Double Fine Productions. El 18 de noviembre de 2014 trasciende que Gilbert ha llegado a un acuerdo con su viejo amigo Winnick para diseñar y comercializar un nuevo juego de tipo aventura gráfica llamado Thimbleweed Park. El juego se financia mediante el sistema de micromecenazgo de Kickstarter y es finalmente comercializado el 30 de marzo de 2017.

## Trabajos
| Año  | Juego                                                                                             | Créditos | Créditos    | Créditos  | Créditos  | Créditos  | Créditos | Empresa desarrolladora  |
| Año  | Juego                                                                                             | Director | Programador | Productor | Guionista | Diseñador | Otros    | Empresa desarrolladora  |
| ---- | ------------------------------------------------------------------------------------------------- | -------- | ----------- | --------- | --------- | --------- | -------- | ----------------------- |
| 1985 | Koronis Rift                                                                                      | No       | Sí          | No        | No        | No        | No       | Lucasfilm Games         |
| 1985 | Ballblazer                                                                                        | No       | Sí          | No        | No        | No        | No       | Lucasfilm Games         |
| 1987 | Maniac Mansion                                                                                    | Sí       | Sí          | No        | Sí        | Sí        | Sí       | Lucasfilm Games         |
| 1987 | Habitat                                                                                           | No       | No          | No        | No        | No        | Sí       | Lucasfilm Games         |
| 1988 | Zak McKracken and the Alien Mindbenders                                                           | No       | No          | No        | No        | Sí        | Sí       | Lucasfilm Games         |
| 1988 | PHM Pegasus                                                                                       | No       | No          | No        | No        | No        | Sí       | Lucasfilm Games         |
| 1989 | Pipe Dreams                                                                                       | No       | No          | No        | Sí        | No        | No       | Lucasfilm Games         |
| 1989 | Indiana Jones y la Última Cruzada                                                                 | No       | Sí          | No        | Sí        | Sí        | No       | Lucasfilm Games         |
| 1990 | The Secret of Monkey Island                                                                       | Sí       | Sí          | No        | Sí        | Sí        | Sí       | Lucasfilm Games         |
| 1991 | Monkey Island 2: LeChuck's Revenge                                                                | Sí       | Sí          | No        | Sí        | Sí        | Sí       | LucasArts               |
| 1992 | Putt-Putt Joins the Parade                                                                        | Sí       | Sí          | No        | No        | Sí        | No       | Humongous Entertainment |
| 1993 | Fatty Bear's Birthday Surprise                                                                    | Sí       | Sí          | No        | No        | Sí        | No       | Humongous Entertainment |
| 1993 | Putt-Putt's Fun Pack                                                                              | No       | No          | No        | No        | No        | Sí       | Humongous Entertainment |
| 1993 | Maniac Mansion: Day of the Tentacle                                                               | No       | Sí          | No        | Sí        | No        | Sí       | LucasArts               |
| 1993 | Putt-Putt's Goes to the Moon                                                                      | Sí       | Sí          | No        | No        | Sí        | No       | Humongous Entertainment |
| 1993 | Fatty Bear's Fun Pack                                                                             | No       | No          | No        | No        | No        | Sí       | Humongous Entertainment |
| 1994 | Putt Putt & Fatty Bear's Activity Pack                                                            | No       | No          | No        | No        | No        | Sí       | Humongous Entertainment |
| 1994 | Freddi Fish and the Case of the Missing Kelp Seeds                                                | No       | Sí          | Sí        | No        | Sí        | No       | Humongous Entertainment |
| 1995 | Let's Explore the Airport                                                                         | No       | No          | No        | No        | No        | Sí       | Humongous Entertainment |
| 1995 | Let's Explore the Farm                                                                            | No       | No          | No        | No        | No        | Sí       | Humongous Entertainment |
| 1995 | Let's Explore the Jungle                                                                          | No       | No          | No        | No        | No        | Sí       | Humongous Entertainment |
| 1995 | Putt-Putt Saves the Zoo                                                                           | No       | Sí          | Sí        | No        | Sí        | No       | Humongous Entertainment |
| 1996 | Freddi Fish 2: The Case of the Haunted Schoolhouse                                                | No       | Sí          | Sí        | No        | No        | No       | Humongous Entertainment |
| 1996 | Pajama Sam: No Need to Hide When It's Dark Outside                                                | No       | Sí          | Sí        | No        | Sí        | No       | Humongous Entertainment |
| 1996 | Putt-Putt and Pep's Dog on a Stick                                                                | No       | Sí          | No        | No        | No        | No       | Humongous Entertainment |
| 1996 | Putt-Putt and Pep's Balloon-o-Rama                                                                | No       | Sí          | No        | No        | No        | No       | Humongous Entertainment |
| 1996 | Freddi Fish and Luther's Maze Madness                                                             | No       | Sí          | No        | No        | No        | No       | Humongous Entertainment |
| 1996 | Freddi Fish and Luther's Water Worries                                                            | No       | Sí          | No        | No        | No        | No       | Humongous Entertainment |
| 1997 | Big Thinkers 1st Grade                                                                            | No       | Sí          | No        | No        | No        | No       | Humongous Entertainment |
| 1997 | Big Thinkers Kindergarten                                                                         | No       | Sí          | No        | No        | No        | No       | Humongous Entertainment |
| 1997 | Backyard Baseball                                                                                 | No       | No          | No        | No        | No        | Sí       | Humongous Entertainment |
| 1997 | Total Annihilation                                                                                | No       | No          | Sí        | No        | No        | No       | Cavedog Entertainment   |
| 1997 | Spy Fox in "Dry Cereal"                                                                           | Sí       | Sí          | No        | No        | No        | No       | Humongous Entertainment |
| 1997 | Putt Putt Travels Through Time                                                                    | No       | Sí          | Sí        | No        | No        | No       | Humongous Entertainment |
| 1997 | Pajama Sam's Sock Works                                                                           | No       | Sí          | No        | No        | No        | No       | Humongous Entertainment |
| 1998 | Putt-Putt Enters the Race                                                                         | No       | No          | No        | No        | No        | Sí       | Humongous Entertainment |
| 1998 | Freddi Fish 3: The Case of the Stolen Conch Shell                                                 | No       | No          | No        | No        | No        | Sí       | Humongous Entertainment |
| 1998 | Total Annihilation: The Core Contingency                                                          | No       | No          | Sí        | No        | No        | No       | Cavedog Entertainment   |
| 1998 | Total Annihilation: Battle Tactics                                                                | No       | No          | Sí        | No        | No        | No       | Cavedog Entertainment   |
| 1998 | Blue's Birthday Adventure                                                                         | No       | No          | No        | No        | No        | Sí       | Humongous Entertainment |
| 1998 | Pajama Sam 2: Thunder and Lightning Aren't so Frightening                                         | Sí       | Sí          | No        | No        | No        | No       | Humongous Entertainment |
| 1998 | Pajama Sam's Lost & Found                                                                         | No       | No          | No        | No        | No        | Sí       | Humongous Entertainment |
| 1998 | Spy Fox in Cheese Chase                                                                           | No       | Sí          | No        | No        | No        | No       | Humongous Entertainment |
| 1999 | Backyard Soccer                                                                                   | No       | No          | No        | No        | No        | Sí       | Humongous Entertainment |
| 1999 | Blue's 123 Time Activities                                                                        | No       | No          | No        | No        | No        | Sí       | Humongous Entertainment |
| 1999 | Blue's ABC Time Activities                                                                        | No       | No          | No        | No        | No        | Sí       | Humongous Entertainment |
| 1999 | Total Annihilation: Kingdoms                                                                      | No       | No          | Sí        | No        | No        | No       | Cavedog Entertainment   |
| 1999 | Spy Fox in Hold the Mustard                                                                       | No       | No          | No        | No        | No        | Sí       | Humongous Entertainment |
| 1999 | Blue's Treasure Hunt                                                                              | No       | No          | No        | No        | No        | Sí       | Humongous Entertainment |
| 1999 | Spy Fox 2: "Some Assembly Required"                                                               | No       | No          | No        | No        | No        | Sí       | Humongous Entertainment |
| 1999 | Pajama Sam 3: You Are What You Eat from Your Head to Your Feet                                    | No       | No          | No        | No        | No        | Sí       | Humongous Entertainment |
| 1999 | Backyard Football                                                                                 | No       | No          | No        | No        | No        | Sí       | Humongous Entertainment |
| 2000 | Total Annihilation: Kingdoms – The Iron Plague                                                    | No       | No          | Sí        | No        | No        | No       | Cavedog Entertainment   |
| 2000 | Blue's Art Time Activities                                                                        | No       | No          | No        | No        | No        | Sí       | Humongous Entertainment |
| 2000 | Freddi Fish's One-Stop Fun Shop                                                                   | No       | No          | No        | No        | No        | Sí       | Humongous Entertainment |
| 2000 | Pajama Sam's One-Stop Fun Shop                                                                    | No       | No          | No        | No        | No        | Sí       | Humongous Entertainment |
| 2000 | Putt-Putt's One-Stop Fun Shop                                                                     | No       | No          | No        | No        | No        | Sí       | Humongous Entertainment |
| 2000 | Backyard Soccer MLS Edition                                                                       | No       | No          | No        | No        | No        | Sí       | Humongous Entertainment |
| 2000 | Putt-Putt Joins the Circus                                                                        | No       | No          | No        | No        | No        | Sí       | Humongous Entertainment |
| 2001 | Spy Fox 3: "Operation Ozone"                                                                      | No       | No          | No        | No        | No        | Sí       | Humongous Entertainment |
| 2001 | Backyard NBA Basketball                                                                           | No       | No          | No        | No        | No        | Sí       | Humongous Entertainment |
| 2001 | Backyard Football 2002                                                                            | No       | No          | No        | No        | No        | Sí       | Humongous Entertainment |
| 2001 | Pajama Sam's Games To Play On Any Day                                                             | No       | No          | No        | No        | No        | Sí       | Humongous Entertainment |
| 2001 | Moop and Dreadly in the Treasure on Bing Bong Island                                              | Sí       | Sí          | No        | No        | No        | No       | Hulabee Entertainment   |
| 2002 | Ollo in the Sunny Valley Fair                                                                     | Sí       | Sí          | No        | No        | No        | No       | Hulabee Entertainment   |
| 2002 | Sonny's Race for the Chocolatey Taste                                                             | No       | No          | No        | No        | No        | Sí       | Hulabee Entertainment   |
| 2003 | Piglet's Big Game                                                                                 | No       | No          | No        | No        | No        | Sí       | Hulabee Entertainment   |
| 2005 | Flying Leo                                                                                        | No       | No          | No        | No        | No        | Sí       | Beep Games              |
| 2006 | Zodiac                                                                                            | No       | No          | No        | No        | No        | Sí       | Beep Games              |
| 2006 | Four Houses                                                                                       | No       | No          | No        | No        | No        | Sí       | Beep Games              |
| 2007 | Realms of Gold                                                                                    | No       | No          | No        | No        | No        | Sí       | Beep Games              |
| 2008 | Penny Arcade Adventures: On the Rain-Slick Precipice of Darkness, Episode One                     | No       | No          | No        | Sí        | Sí        | No       | Beep Games              |
| 2008 | Penny Arcade Adventures: On the Rain-Slick Precipice of Darkness, Episode Two                     | No       | No          | No        | Sí        | Sí        | No       | Beep Games              |
| 2009 | Tales of Monkey Island                                                                            | No       | No          | No        | No        | No        | Sí       | Telltale Games          |
| 2010 | Word Spiral                                                                                       | No       | Sí          | No        | No        | Sí        | No       | Beep Games              |
| 2010 | DeathSpank                                                                                        | No       | No          | No        | No        | Sí        | No       | Hothead Games           |
| 2010 | DeathSpank: Thongs of Virtue                                                                      | No       | No          | No        | No        | Sí        | No       | Hothead Games           |
| 2012 | The Big Big Castle!                                                                               | No       | Sí          | No        | No        | Sí        | No       | Beep Games              |
| 2013 | The Cave                                                                                          | Sí       | No          | No        | No        | No        | No       | Double Fine Productions |
| 2013 | Scurvy Scallywags in The Voyage to Discover The Ultimate Sea Shanty: A Musical Match-3 Pirate RPG | No       | Sí          | No        | Sí        | Sí        | No       | Beep Games              |
| 2017 | Thimbleweed Park                                                                                  | Sí       | Sí          | No        | Sí        | Sí        | Sí       | Terrible Toybox         |